# F.C. Irmãos Unidos
A Associação Futebol Clube Irmãos Unidos é um clube desportivo timorense.
Fundado em 1981, disputa atualmente a terceira divisão da Liga Futebol Timor-Leste.

## Campeonatos
- Campeonato Timorense de Futebol de 2005: Eliminado na 1ª fase
- Campeonato Timorense de Futebol de 2015-16: não disputou
- Campeonato Timorense de Futebol - Terceira Divisão de 2017: Eliminado na 2ª fase
- Campeonato Timorense de Futebol - Terceira Divisão de 2019: não disputou